# سيارة نفاثة
السيارة النفاثة (بالإنجليزية: Jet Car) هي سيارة تٌدفع باستخدام محرك نفاث، وتعتبر شائعة الاستخدام في سباقات الزحف (بالإنجليزية: Drag racing) بالسيارات.

ويطلق على السيارات المستخدمة في سباقات الزحف دراغستر (بالإنجليزية: Jet dragster).

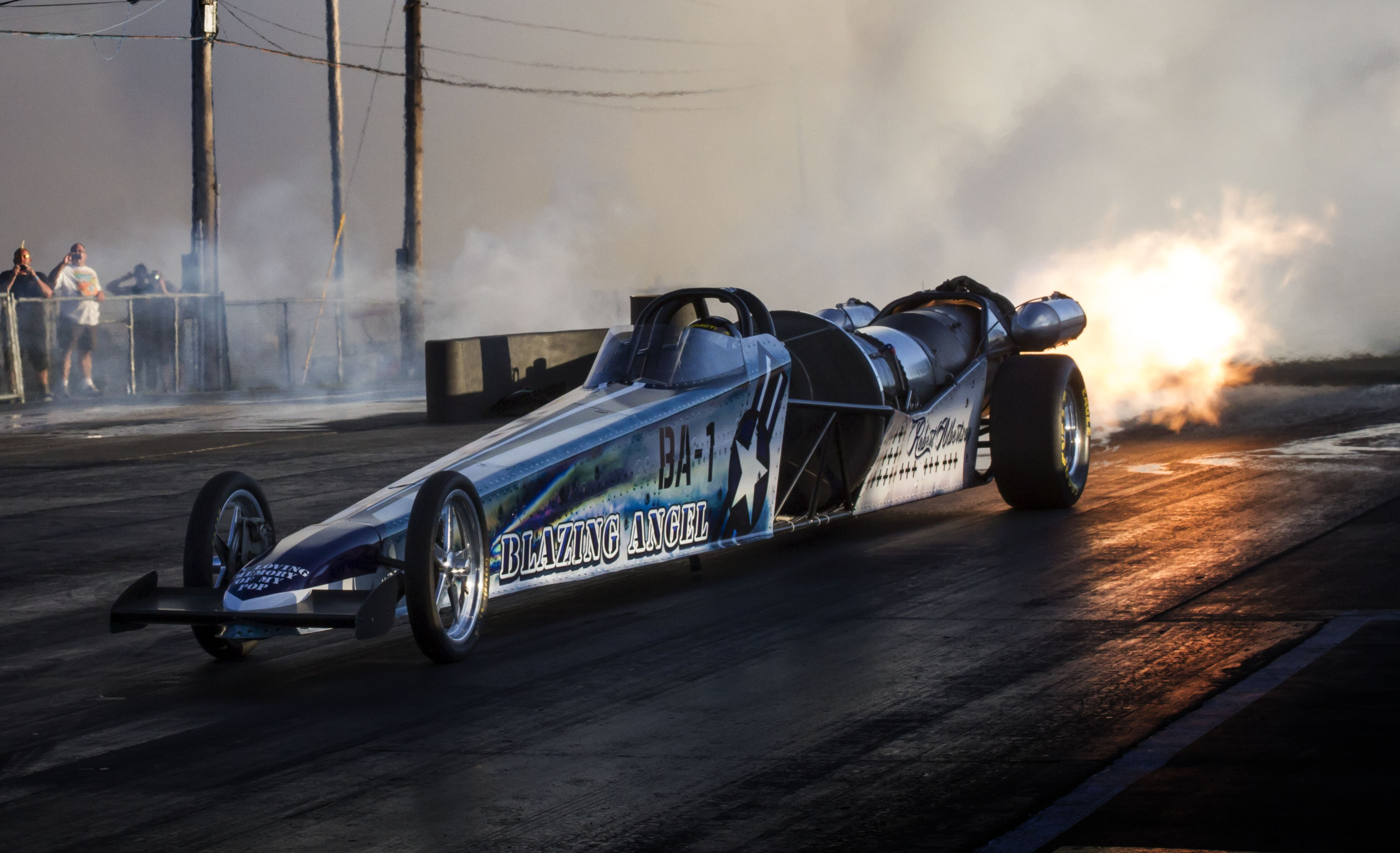
دراغستر نفاثة (سيارة نفاثة) في سباق زحف

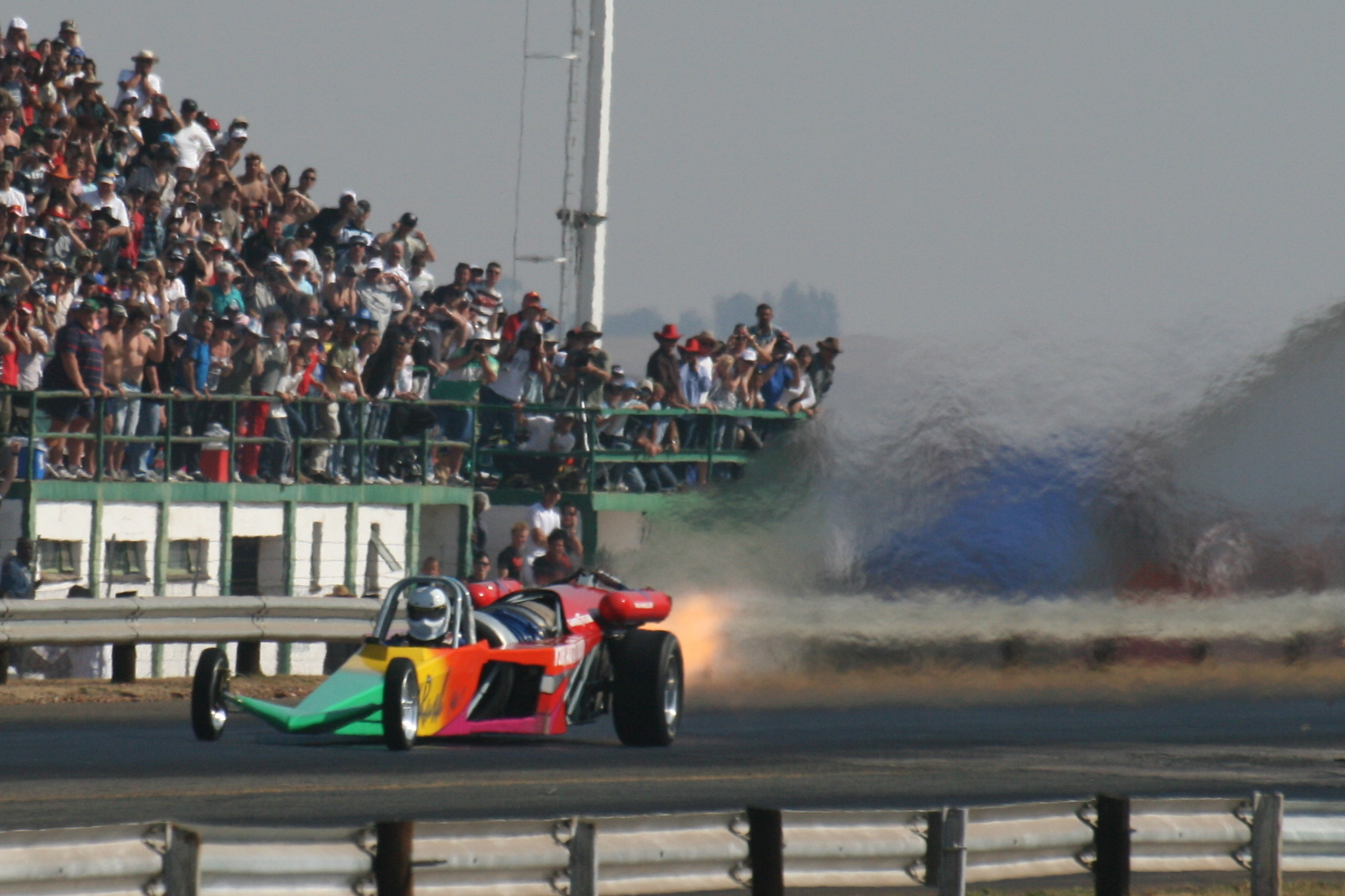
دراغستر نفاثة (سيارة نفاثة) في سباق

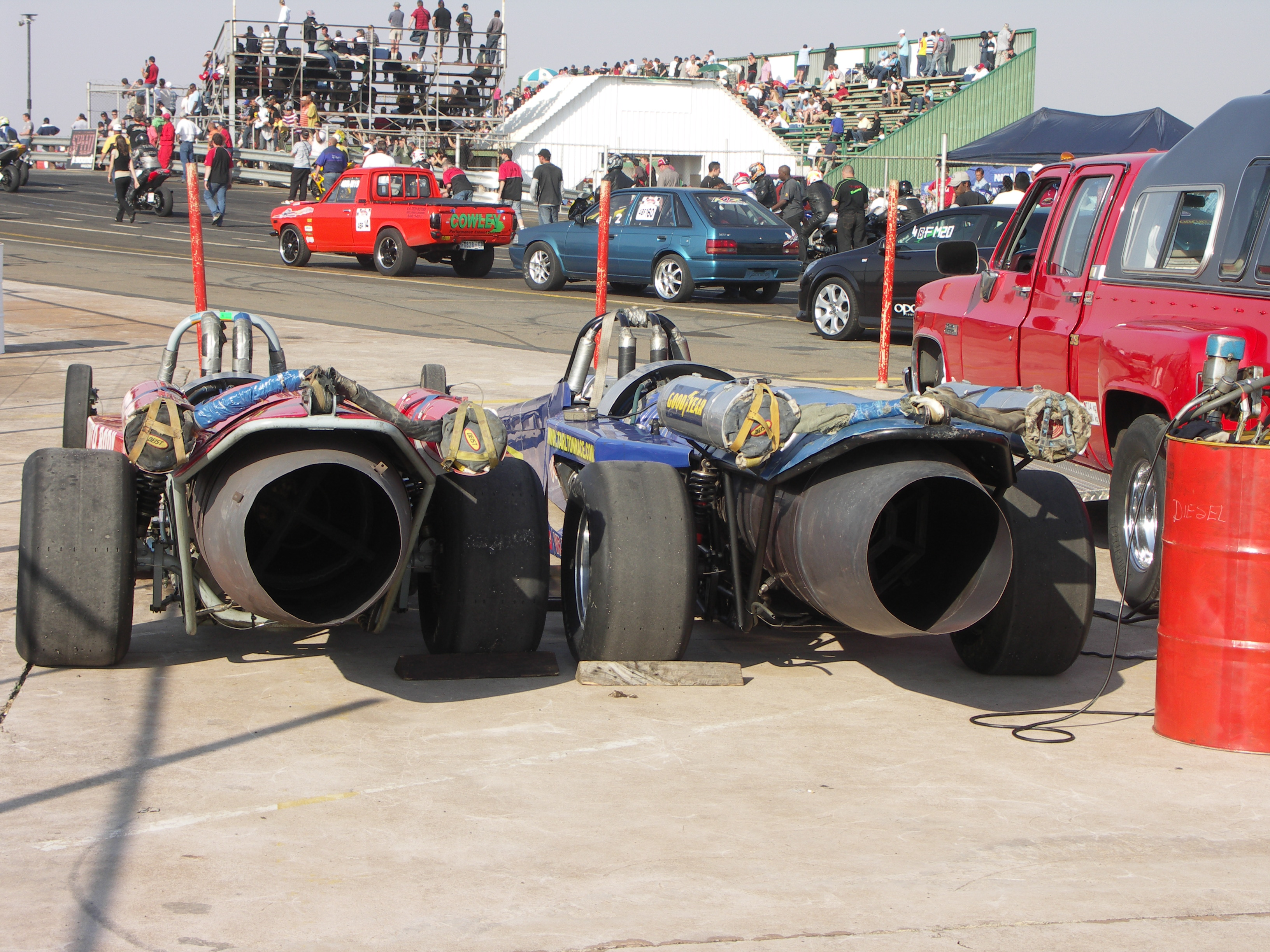
سياراتين نفاثتين بجانب بعض

## تسجيل أقصي سرعة أرضية
اُستخدِمت السيارات النفاثة في محاولات تسجيل أقصي سرعة علي الأرض يحققها إنسان باستخدام آألة وتعرف باسم تسجيل السرعة الأرضية (بالإنجليزية: land speed record) وذلك بعد تغير قواعد الاتحاد الدولي للسيارات والسماح باستخدام السيارات النفاثة في عام 1964.

## متسابقين الزحف
تشارك كثير من السيارات النفاثة في سباقات الزحف إضافة إلى اختبارات تسجيل أقصى سرعة أرضية ومن أمثلة هذه السيارات، الوحش الأخضر (بالإنجليزية: Green monster) ومصاص الدماء (بالإنجليزية: Vampire).

في عام 2006 أثناء تصوير حلقة من البرنامج الشهير «السرعة القصوي» (بالإنجليزية: Top gear) أٌصيب ريتشارد هاموند مقدم البرنامج وسائق سيارة نفاثة في حادث تصادم أثناء قيادته لسيارة نفاثة تٌدعى مصاص الدماء.
معظم السيارات النفاثة الحديثة مثل روبرت ألبرتسون أو كما تدعي «الملاك المشتعل» (بالإنجليزية: Blazing angel) تستطيع الوصول لسرعة 300 ميل/ساعة في مسافة قدرها ربع ميل فقط.

وتعمل غالبية هذه السيارات باستخدام محرك نفاث برات آند ويتني j60 أو جينرال إليكتريك j85 .

## وصلات خارجية
- فيديو يوضح مدى سرعة السيارة النفاثة